# Phulek
Phulek (nep. फुलेक) – gaun wikas samiti we wschodniej części Nepalu w strefie Kośi w dystrykcie Terhathum. Według nepalskiego spisu powszechnego z 2001 roku liczył on 353 gospodarstw domowych i 1909 mieszkańców (983 kobiet i 926 mężczyzn).